# Julien Guiomar
Julien Guiomar (Morlaix, 3 mei 1928 - Agen, 22 november 2010) was een Frans acteur. 

## Leven en werk

### Toneelopleiding en lid van het TNP
Julien Guiomar verliet Bretagne om te studeren in Parijs. Hij overwoog even als tandarts in de voetsporen van zijn vader te treden. Hij besliste echter toneellessen te volgen. Nadat hij de nodige ervaring had opgedaan kwam hij voor een periode van vijf jaar terecht bij het Théâtre national populaire (TNP) dat toen werd geleid door Jean Vilar. Hij kreeg de gelegenheid te spelen in stukken van onder meer Alfred Jarry, William Shakespeare, Berthold Brecht en Georg Büchner, meestal tijdens het Festival van Avignon. 

### Eerste filmrollen als geestelijke
Pas in 1966, toen zijn toneelactiviteit bijna achter de rug was, debuteerde hij op het grote scherm als 'monseigneur' in de tragikomedie Le Roi de cœur van Philippe de Broca. Een volgende bijrol was deze van een geestelijke die zich bezondigt aan criminele praktijken in de tragikomedie Le Voleur (Louis Malle, 1967). Hij speelde nog een derde keer een geestelijke in de absurde filmkomedie La Voie lactée (Luis Buñuel, 1969). De toon was gezet voor een hele reeks opvallende, kleurrijke en extravagante figuren. 

### Doorbraak metZ
Voor zijn doorbraak moest hij echter wachten op de tijdens het kolonelsregime in Griekenland gesitueerde politieke thriller Z (Costa-Gavras, 1969). Hij vertolkte een van de kolonels die het brutale hoofd van de politie was. 

### Rollen als snoodaard
Geholpen door zijn imposante fysieke verschijning en zijn autoritaire uitstraling legde hij zich de volgende jaren toe op het geloofwaardig gestalte geven aan dergelijke antipathieke en oneerlijke personages met veel noten op hun zang : uitgever van een schandaalkrant in La moutarde me monte au nez (1974), onbetrouwbare commissaris in Adieu poulet (1975), malafide bouwpromotor in Mado (1976), snode opdrachtgever in Barocco (1976), corrupte zakenman in Mort d'un pourri (1977). Zelfs in komedies zette hij treffend een hypocriet personage neer zoals de eigenaar van een fastfoodketen en tegenstrever van gastronoom Louis de Funès in L'Aile ou la Cuisse (1976).

### Vruchtbare samenwerkingen en blijvende typecasting
Guiomar trad zes keer op in de komedies van Claude Zidi, allemaal topsuccessen, van La moutarde me monte au nez en L'Aile ou la Cuisse tot Les Ripoux (1984). Hij werkte ook meermaals samen met Georges Lautner, Costa-Gavras, Pierre Granier-Deferre, Jacques Deray en André Téchiné. Hij was heel dikwijls aan de zijde van Jean-Paul Belmondo te zien (Le Voleur, Borsalino, Les Mariés de l'an II, L'Incorrigible…). Vijftien jaar lang (1969-1984) was hij een heel veel gevraagde acteur in de populaire Franse cinema. Behalve verdorven personages en snoeverige en luidruchtige komische figuren vertolkte hij ook vaak een commissaris (La Horse, Inspecteur la Bavure, Les Ripoux, Dernier été à Tanger) of een militair (Décembre, Papy fait de la résistance). Na zijn succesperiode nam zijn bedrijvigheid in de filmwereld af.

### Televisie
Naast zijn film- en toneelwerk leidde hij een drukke televisiecarrière.
In 2010 overleed Julien Guiomar ten gevolge van een hartaanval op 82-jarige leeftijd.

## Filmografie (selectie langspeelfilms)
- 1966 - Le Roi de cœur (Philippe de Broca)
- 1967 - Le Voleur (Louis Malle)
- 1967 - Toutes folles de lui (Norbert Carbonnaux)
- 1969 - La Fiancée du pirate (Nelly Kaplan)
- 1969 - Z (Costa-Gavras)
- 1969 - La Voie lactée (Luis Buñuel)
- 1970 - La Horse (Pierre Granier-Deferre)
- 1970 - Borsalino (Jacques Deray)
- 1971 - Les Mariés de l'an II (Jean-Paul Rappeneau)
- 1971 - Doucement les basses (Jacques Deray)
- 1972 - Décembre (Mohammed Lakhdar-Hamina)
- 1972 - L'Étrangleur (Paul Vecchiali)
- 1973 - La Raison du plus fou (Raymond Devos en François Reichenbach)
- 1973 - La Proprietà non è più un furto (Elio Petri)
- 1973 - L'Histoire très bonne et très joyeuse de Colinot trousse-chemise (Nina Companeez)
- 1974 - La moutarde me monte au nez (Claude Zidi)
- 1974 - Bons baisers... à lundi (Michel Audiard)
- 1975 - Section spéciale (Costa-Gavras)
- 1975 - Souvenirs d'en France (André Téchiné)
- 1975 - Adieu poulet (Pierre Granier-Deferre)
- 1975 - L'Incorrigible (Philippe de Broca)
- 1976 - Mado (Claude Sautet)
- 1976 - L'Aile ou la Cuisse (Claude Zidi)
- 1976 - Barocco (André Téchiné)
- 1977 - L'Animal (Claude Zidi)
- 1977 - Mort d'un pourri (Georges Lautner)
- 1978 - La zizanie (Claude Zidi)
- 1978 - Ils sont fous ces sorciers (Georges Lautner)
- 1979 - Caro papà (Dino Risi)
- 1980 - Sono fotogenico (Dino Risi)
- 1980 - Inspecteur la Bavure (Claude Zidi)
- 1981 - Est-ce bien raisonnable ? (Georges Lautner)
- 1983 - Équateur (Serge Gainsbourg)
- 1983 - Papy fait de la résistance (Jean-Marie Poiré)
- 1984 - Carmen (Francesco Rosi)
- 1984 - Les Ripoux (Claude Zidi)
- 1987 - Dernier Été à Tanger (Alexandre Arcady)
- 1987 - Les Deux Crocodiles (Joël Séria)
- 1992 - Léolo (Jean-Claude Lauzon)
- 1993 - Je m'appelle Victor (Guy Jacques)
- 1997 - Violetta la reine de la moto (Guy Jacques)
- 1997 - Que la lumière soit! (Arthur Joffé)
- 2001 - J'ai faim!!! (Florence Quentin)
- 2003 - Clandestino (Paule Muxel)

- Biblioteca Nacional de España: XX1276186
- Bibliothèque nationale de France: cb14655541z (data)
- Gemeinsame Normdatei: 1062392043
- International Standard Name Identifier: 0000 0000 7823 5847
- Library of Congress Control Number: nr2001033827
- MusicBrainz: 6f40397d-cb8a-40b7-a9be-4db12b964f02
- Nationale Bibliotheek van Tsjechië: xx0176419
- Nationale Bibliotheek van Israël: 987007332390005171
- SNAC: w6ng5064
- Système universitaire de documentation: 069070873
- Virtual International Authority File: 42101701
- WorldCat: E39PBJqVPt73wQTxMR4x3bjDMP